# Carol détective
Carol détective est une série de bande dessinée policière parue la première fois en 1990 dans le n°52 de l'hebdomadaire franco-belge Hello Bédé, continuation du Journal de Tintin. 
Le scénario est d'André-Paul Duchâteau, les dessins d'Eddy Paape et les couleurs de Martine Chardez (tome 1).

## Synopsis
Dans le futur une détective, Carol, mène des enquêtes accompagnée de Zhyl, un félin bipède et portant des bottes.

## Publications

### Périodiques
- Carol détective, dans Hello Bédé :

1. Le Contrat, 9 planches.
2. Mort d'une magicienne, 9 planches.
3. Double Vie, 10 planches.
4. Horror Museum, 7 planches.
5. La Cité des ordinateurs, 7 planches.

### Albums
1. Les Hallucinés (couleurs), Le Lombard, 1991  (ISBN 2-8036-0944-4). Reprend les histoires parues dans Hello BD.
2. …Mission Atlantide (noir et blanc), Éditions Loup, 2001  (ISBN 2-930283-18-1). Histoire longue inédite.